# Tigana
Tigana (1990) es una novela de fantasía escrita por Guy Gavriel Kay, situada en un país ficticio, la Península de la Palma, que de alguna manera recuerda a la Italia medieval así como al Peloponeso.
Aunque la Península de la Palma comparte una cultura y una lengua comunes, no es, de la misma manera que la Italia medieval, una nación unificada. En vez de ello está formada por nueve provincias con una larga historia de luchas intestinas. En orden alfabético, las provincias son: Asoli, Astibar, Certando, Chiara, Corte, Ferraut, Senzio, Tigana y Tregea. Este conflicto facilita la conquista de la región a dos poderosos hechiceros: Brandin, Rey de Ygrath, y Alberico, señor de la guerra independiente del imperio de Barbadior. Ambos hechiceros se han repartido la península en un delicado equilibrio de poder.
La trama se centra en un grupo de rebeldes que intentan derrocar a ambos tiranos y recuperar su patria. Muchos de los rebeldes son nativos de la provincia de Tigana, que fue la que resistió a Brandin con más efectividad: en una batalla crucial se dio muerte al hijo de Brandin. Como represalia por ello, Brandin atacó Tigana y la aplastó más salvajemente que a ninguna otra zona de la Palma; después, tras su victoria, usó su magia para "borrar" el nombre y la historia de Tigana de las mentes de la población. Brandin la llamó Corte Inferior, haciendo que Corte, al norte, pareciera superior a una tierra que fue casi olvidada.
Sólo aquellos nacidos en Tigana antes de la invasión pueden oír o pronunciar su nombre, o recordarla tal como era; en lo que respecta a todos los demás, esa zona del país ha sido siempre una parte insignificante de una provincia vecina, por lo tanto los rebeldes luchan por el alma misma de su país.
El libro pone gran énfasis en los diferentes matices morales de la gente. Aunque visto por la mayoría de los personajes como un tirano despiadado y cegado por el dolor, Brandin es realmente un personaje muy compasivo, especialmente en su amor por Dianora, una de las mujeres de su harén, llamado saishan en el libro -- un personaje que de hecho es de Tigana y que se ganó la entrada en el serallo de Brandin para poder asesinarle, enamorándose de él antes de poder hacerlo. A pesar de ser agradable y compasivo, muchos de los rebeldes son igualmente despiadados en sus intentos de derrocar a los tiranos, desatando guerras, asesinando a soldados y oficiales e incluso suicidándose para deponer a Brandin. Todos los personajes principales son muy complejos.
El libro está repleto de temas de identidad, amor, patriotismo, venganza y magia.

## Riselka
La riselka es un tema recurrente en el libro. Basada en la rusalka del folclore y la mitología eslavos, su aparición en el mundo de Kay es un presagio de algún portento. Una porción del libro reza:

Un hombre ve a la riselka: su vida ha de cambiar.
Dos hombres ven a la riselka: uno debe morir.
Tres hombres ven a la riselka: la vida de uno cambia, la de otro acaba, bendito es el tercero.
Una mujer ve a la riselka: claro está su destino.
Dos mujeres ven a la riselka: una parirá un hijo.
Tres mujeres ven a la riselka: claro está el destino de una, otra parirá un hijo, bendita es la tercera.

Guy Gavriel Kay (Traducción de Teófilo de Lozoya)  Tigana

## Curiosidades
Kay admite que la provincia de Tigana, y por lo tanto el libro, fue bautizada involuntariamente como el jugador de fútbol Jean Tigana. Como consecuencia, la edición italiana de la novela lleva en su lugar el título Tigane.

## Premios
- Kay fue nominado al Premio Mundial de Fantasía en 1991 por Tigana.
- Kay fue nominado al Premio Aurora en 1991 por Tigana.